# リアルタイム4WD
リアルタイムAWD、またはリアルタイム4WDは、本田技研工業（ホンダ）が開発したスタンバイ式四輪駆動の名称である。

## 歴史

### 初代（ビスカスカップリング式）
1986年（昭和61年）、それまで機械式パートタイム四輪駆動を採用していた初代シビックシャトルにリアルタイム4WDが搭載された。旧来はボタン操作でトランスファーを接続することによって前輪駆動と四輪駆動を切り替えていたものを、後輪へ駆動力を伝えるプロペラシャフトにビスカスカップリングを配すことにより、前後輪の「回転差」により、駆動力が後輪にも伝わるようにしたもの。前後輪の回転差が過大な時に発生するタイトコーナーブレーキング現象には、ビスカスカップリングがトルク差を発生させないため、基本的には発生しない。
1988年（昭和63年）に発表された初代コンチェルトには、新たにINTRACを搭載。後輪のディファレンシャルギアの代わりにビスカスカップリングを左右2個配し、前輪及び左右後輪の駆動力配分と差動制限とを行い、ビスカスカップリングとプロペラシャフトとの間にアンチロック・ブレーキ・システム（ABS）と連動して作動するドグクラッチを配し、当時の技術では難しかったスタンバイ式4WDと4輪ABSとを両立した。

### 2代目（デュアルポンプ式）
ビスコドライブ社よりの大幅な特許使用料請求を受けて開発されたホンダ独自の油圧差動装置。1993年（平成5年）に発表された2代目インテグラ（4ドア）に初めて搭載され、1994年（平成6年）にはいすゞ自動車にOEM供給されていた製品を含むドマーニなどにも搭載されるようになった。前輪側と後輪側との二つの油圧ポンプと、その油圧で作動するクラッチとで構成され、前輪側の回転数が上回った時に油圧を発生させ、クラッチがつながることにより後輪側へ駆動力が伝わる構造である。その構造上、前後輪に回転差がない状態ではFFとなるが、凍結路面などの極低摩擦係数の環境では、前輪の空転後にやや遅れて唐突に後輪へ駆動力が伝達されることで、カーブなどで車両の挙動が大きく変化することも多かった。
2003年（平成15年）に発表された3代目オデッセイから搭載されたものには、ボールカム機構が追加され、駆動力伝達の初期レスポンスが若干向上され、上記の欠点を改善しようとした。

### 3代目（電子制御式）
2011年（平成23年）、4代目CR-Vに初搭載。これ以降はシリーズ名称が「リアルタイムAWD」となり、その中でデュアルポンプ式のものと区別するために“インテリジェント・コントロール・システム”の別称が付与されている。2代目まではポンプの継続した駆動によって油圧を維持し駆動力を接続させていたものを、湿式多板クラッチ自体が接続されたらポンプは停止し、クラッチ内部に封入された油の剪断力によって駆動伝達を維持する封入式油圧制御を採用することで、ポンプ作動ですなわち完全な駆動接続とはならない構造とし、唐突な駆動変化（挙動変化）を減らした。併せて、ポンプやクラッチ本体の小型化が可能になり、従来のデュアルポンプ式から15 %の軽量化を達成した。
2018年（平成30年）モデルチェンジ・発売の搭載車種より制御アルゴリズムの大幅な見直しが行われた。従来の前輪駆動をデフォルトにした制御から四輪駆動をデフォルトにした制御方法へと変更され、車輪が滑る前から後輪へのトルク配分を行うことができる方式になり雪上・ドライ舗装路共に安定性を大きく向上させた。

### 他の技術との併用
ホンダのコアバリュー活動の一環としてリアルタイムAWDと他技術との相乗効果による性能向上が順次導入されている
。
- e:HEVによるモーター駆動との組み合わせにより、エンジン駆動よりも高い応答性の4WD制御の実現と安定性の向上
- Agile Handling Assistとの組み合わせにより、コーナリング中の前後の駆動力配分・左右の制動力配分の変更による旋回性能の向上とスムーズな操舵性の実現